# M61 (galaxie)
Pour les articles homonymes, voir M61.
M61 (NGC 4303) est une galaxie spirale intermédiaire vue de face et située dans la constellation de la Vierge. Messier 61 a été découverte par l'astronome italien Barnaba Oriani en 1779. 

## Histoire
Charles Messier a observée cette galaxie le même jour qu'Oriani, mais il l'a confondue à deux reprises avec une comète jusqu’à ce qu'il réalise, six jours plus tard, qu'elle ne bougeait pas. Elle est devenue la 61e entrée de son catalogue.
William Herschel a observé M61 le 17 avril 1786 et il l'a cataloguée sous la désignation HI.139. Cette galaxie a aussi été observée à deux reprises par John Herschel en 1828 et en 1851.

## Caractéristiques
La classe de luminosité de NGC 4303 est II-III et elle présente une large raie HI. Elle renferme également des régions d'hydrogène ionisé.

### Distance et diamètre de M61
À ce jour, près d'une quinzaine de mesures non basées sur le décalage vers le rouge (redshift) donnent une distance de 14,623 ± 7,322 Mpc (∼47,7 millions d'al), ce qui est à l'extérieur des valeurs de la distance de Hubble. Selon cette valeur, cette galaxie semble relativement rapprochée du Groupe local et les mesures indépendantes sont souvent assez différentes des distances de Hubble pour les galaxies rapprochées en raison de leur mouvement propre dans le groupe ou l'amas où elles sont situées. Notons que c'est avec les mesures des valeurs indépendantes, lorsqu'elles existent, que la base de données NASA/IPAC calcule le diamètre d'une galaxie. Si on utilise la distance de Hubble pour M61, on obtient un diamètre d'environ 51,2 kpc (∼167 000 al) et M61 peut alors être qualifiée de vaste galaxie. D'ailleurs, certaines sources indiquent un diamètre de 100 000 al. en utilisant un diamètre apparent de 6 minutes d'arc et une distance de 60 000 al. calculée avec la vitesse radiale.
Avec un diamètre angulaire de 6,5 minutes d'arc, M61 est l'une des plus vastes galaxies de l'amas de la Vierge.

### Galaxie de Seyfert
M61 est aussi une galaxie active de type Seyfert 2.

### Luminosité dans l'infrarouge
La luminosité de la galaxie NGC 4303 dans l'infrarouge lointain (de 40 à 400 µm)  est égale à 2,34 × 1010 {\displaystyle L_{\odot }} (1010,37{\displaystyle L_{\odot }}) et sa luminosité totale dans l'infrarouge (de 8 à 1 000 µm) est de 3,24 × 1010 {\displaystyle L_{\odot }} (1010,51{\displaystyle L_{\odot }}).

## Morphologie

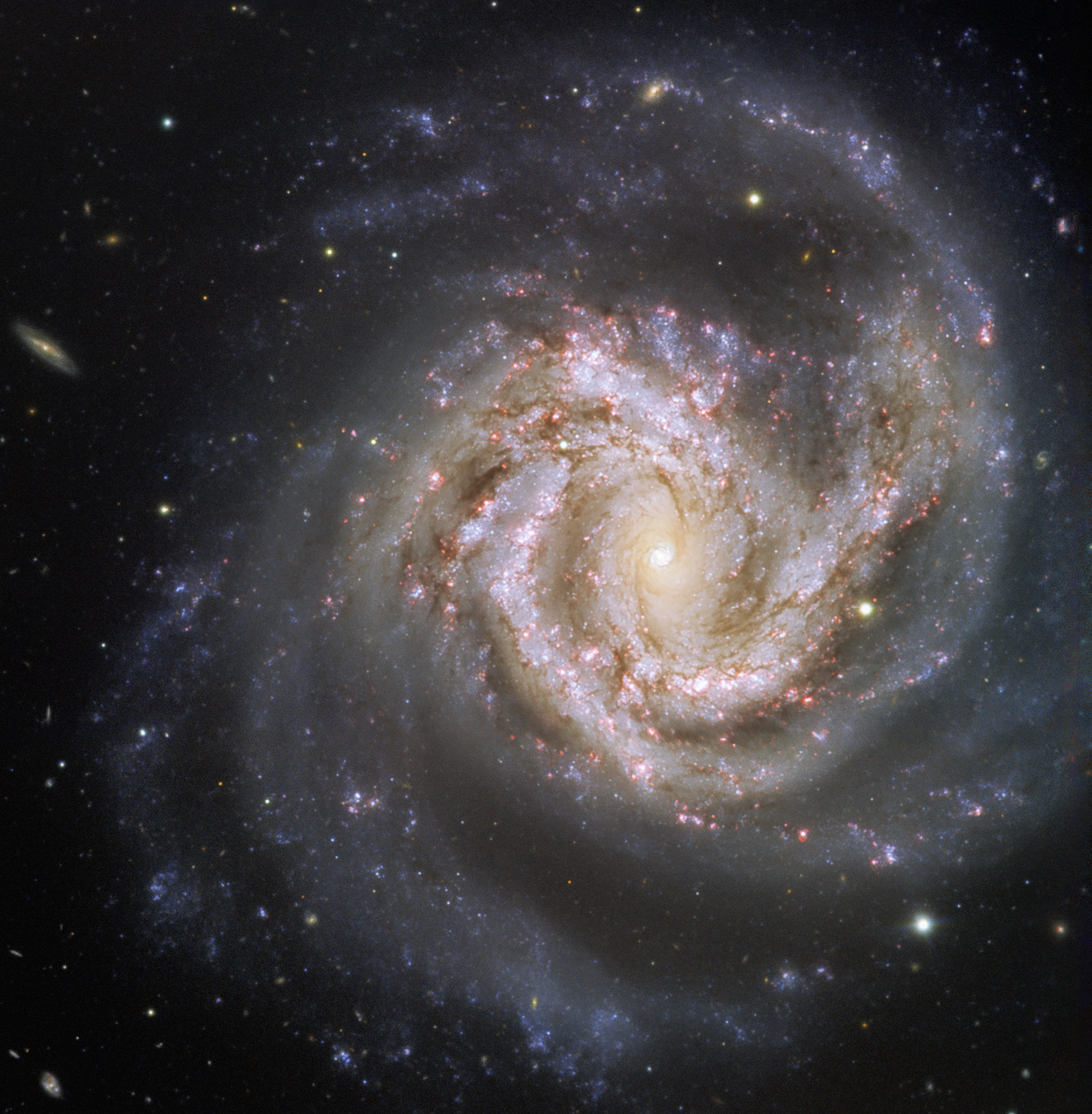
M61 par le Very Large Telescope
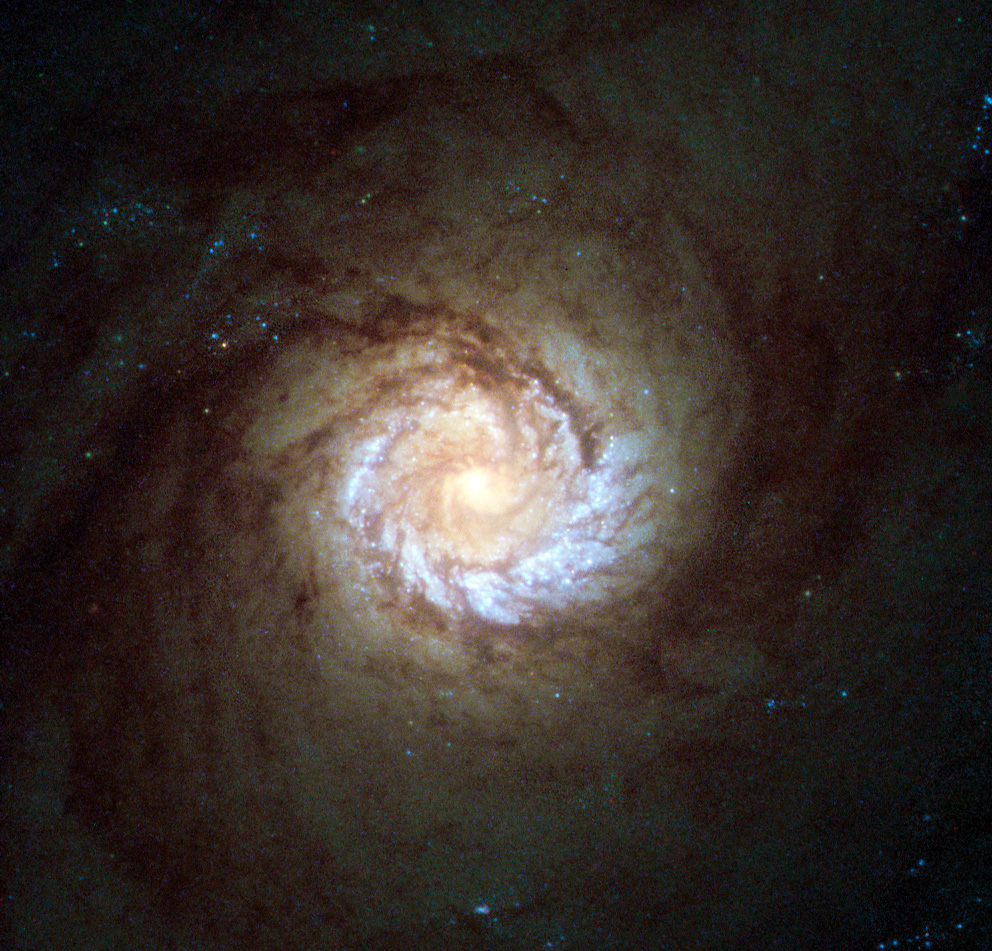
M61 par le télescope spatial Hubble.
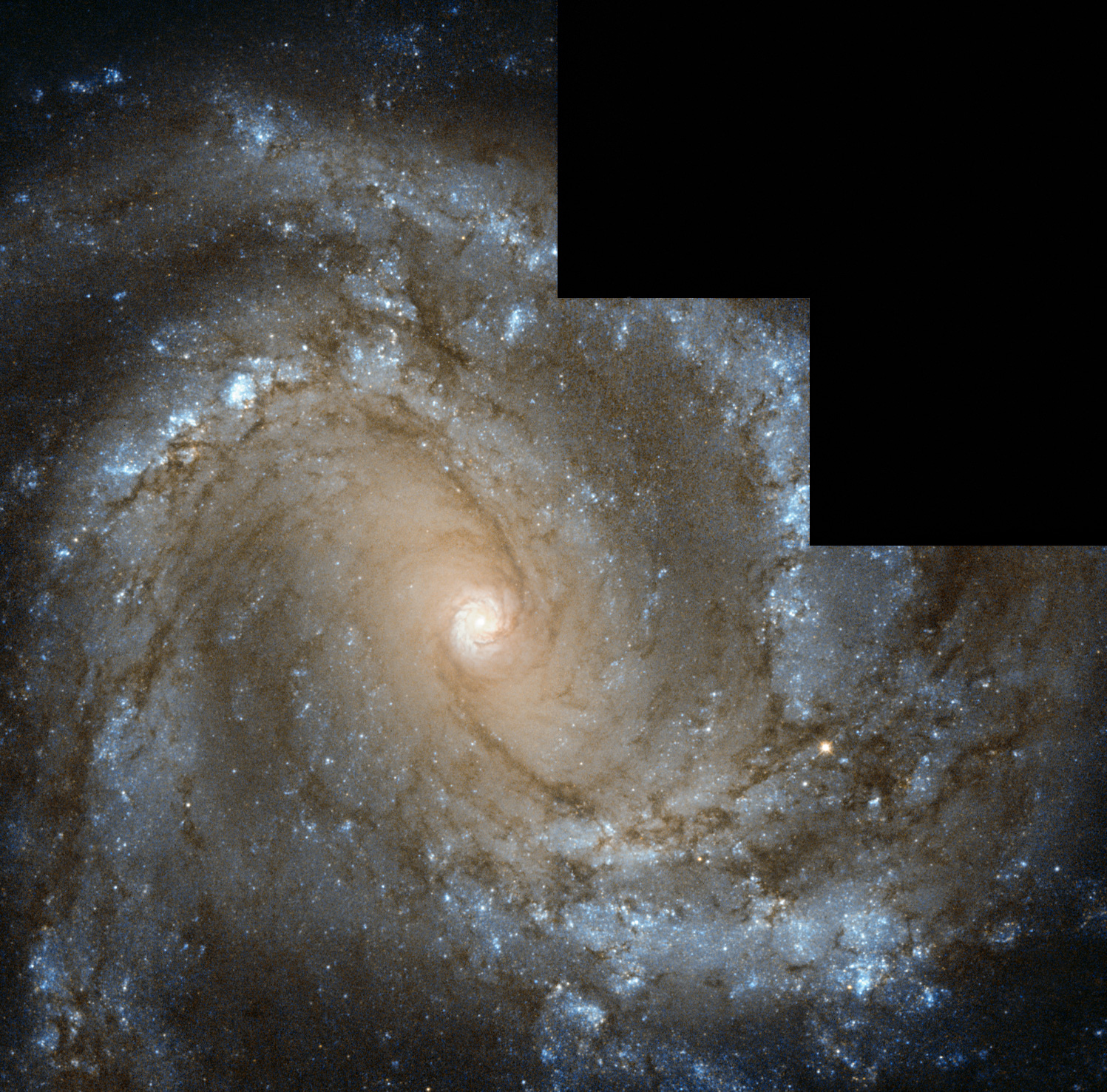
Autre image de M61 par le télescope spatial Hubble.
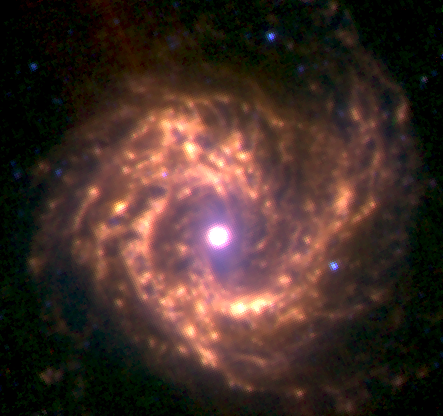
M61 dans le domaine de l'infrarouge par télescope spatial Spitzer.

NGC 4303 a été utilisée par Gérard de Vaucouleurs comme une galaxie de type morphologique SAB(rs)bc dans son atlas des galaxies,.
Eskridge, Frogel et Pogge ont publié un article en 2002 décrivant la morphologie de 205 galaxies spirales ou lenticulaires rapprochées. Les observations ont été réalisées dans la bande H de l'infrarouge et dans la bande B (le bleu). Selon Eskridge et ses collègues, NGC 4303 est de type SBbc dans la bande B et dans la bande H. Le bulbe de NGC 4303 est brillant, circulaire et condensé au centre de celle-ci. Ce bulbe est enfilé par une barre de faible luminosité qui donne aux isophotes du bulbe externe un aspect elliptique. Cette galaxie présente un pseudo-anneau interne formé par les bras spiraux dont le motif est complexe et irrégulier. Les deux bras commencent près des extrémités de la barre, mais ils sont légèrement décalés par rapport à celles-ci. Le bras sud a beaucoup de structures à sa base, mais il devient lisse et diffus après seulement ~45°. À 90°, il se divise en un segment tournant brusquement vers l'ouest, puis il s'estompe rapidement. L’autre segment complète le pseudo-anneau interne du côté ouest. Le bras nord bifurque immédiatement. Son segment interne forme le côté est du pseudo-anneau et il est visible sur un total de ~240° avant de s'estomper. Des nœuds de formation d'étoiles sont visibles dans le bras nord pendant les premiers 180°, puis celui-ci devient lisse et diffus. Les segments extérieurs du bras nord forment une large série de filaments noueux vers le nord-est. Tous ces éléments disparaissent après ~90 degrés.

### Un disque entourant le noyau
Grâce aux observations du télescope spatial Hubble, on a détecté un disque de formation d'étoiles autour du noyau de NGC 4303. La taille de son demi-grand axe est égale à 560 pc (~1 140 années-lumière). On voit très bien le disque bleuté, même s'il ne semble pas complètement fermé, sur l'image prise par télescope Hubble.

## M61, une galaxie à sursaut de formation d'étoiles et trou noir supermassif
M61 est un type de galaxie connu sous le nom de galaxie à sursaut de formation d'étoiles. Ces galaxies connaissent un taux de formation d'étoiles incroyablement élevé, utilisant avidement leur réservoir de gaz en très peu de temps (en termes astronomiques). Mais ce n'est pas la seule activité dans cette galaxie, car une source de rayons X a été détectée au plus profond de son cœur, amenant les astronomes à croire qu'un trou noir supermassif s'y loge.
D'ailleurs, selon une étude réalisée auprès de 76 galaxies par Alister Graham en 2008, le bulbe central de M61 renfermerait un trou noir supermassif dont la masse estimée serait comprise entre 600 000 et 16 millions de {\displaystyle M_{\odot }} (masses solaires). Selon une autre étude publiée en 2007, la masse de ce trou noir serait de 5 millions de masses solaires.

## Supernova

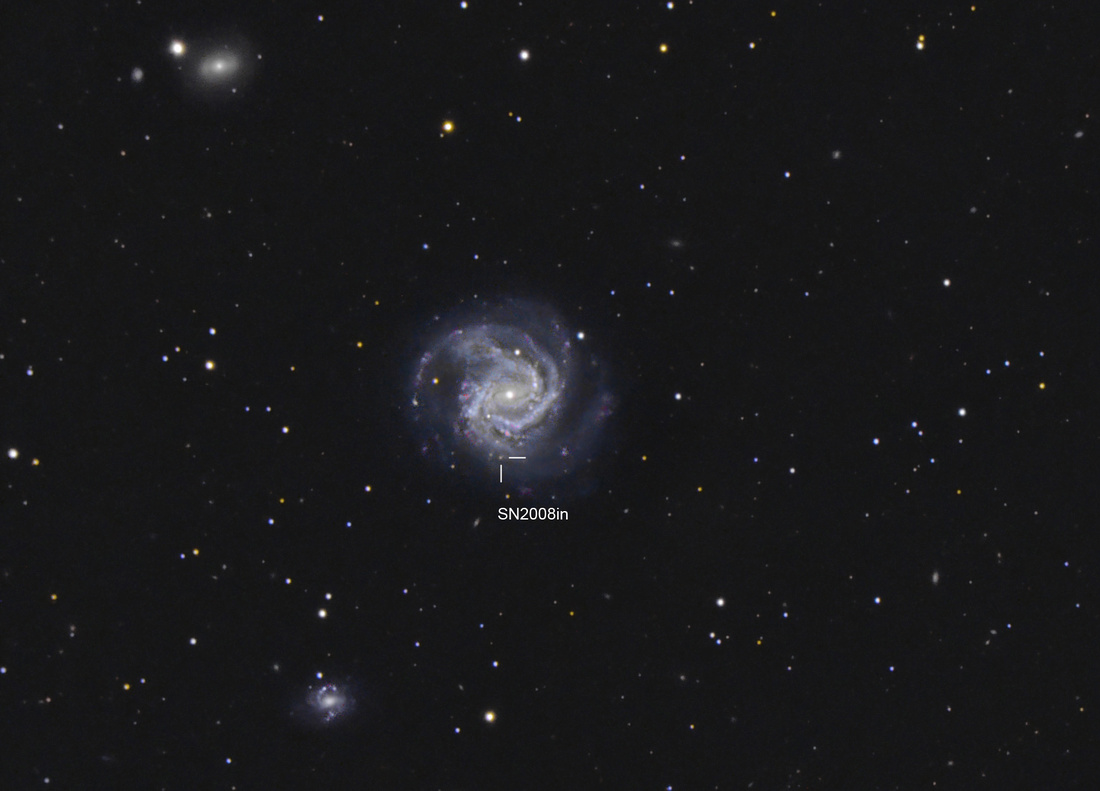
Position de la supernova SN 2008in dans M61.
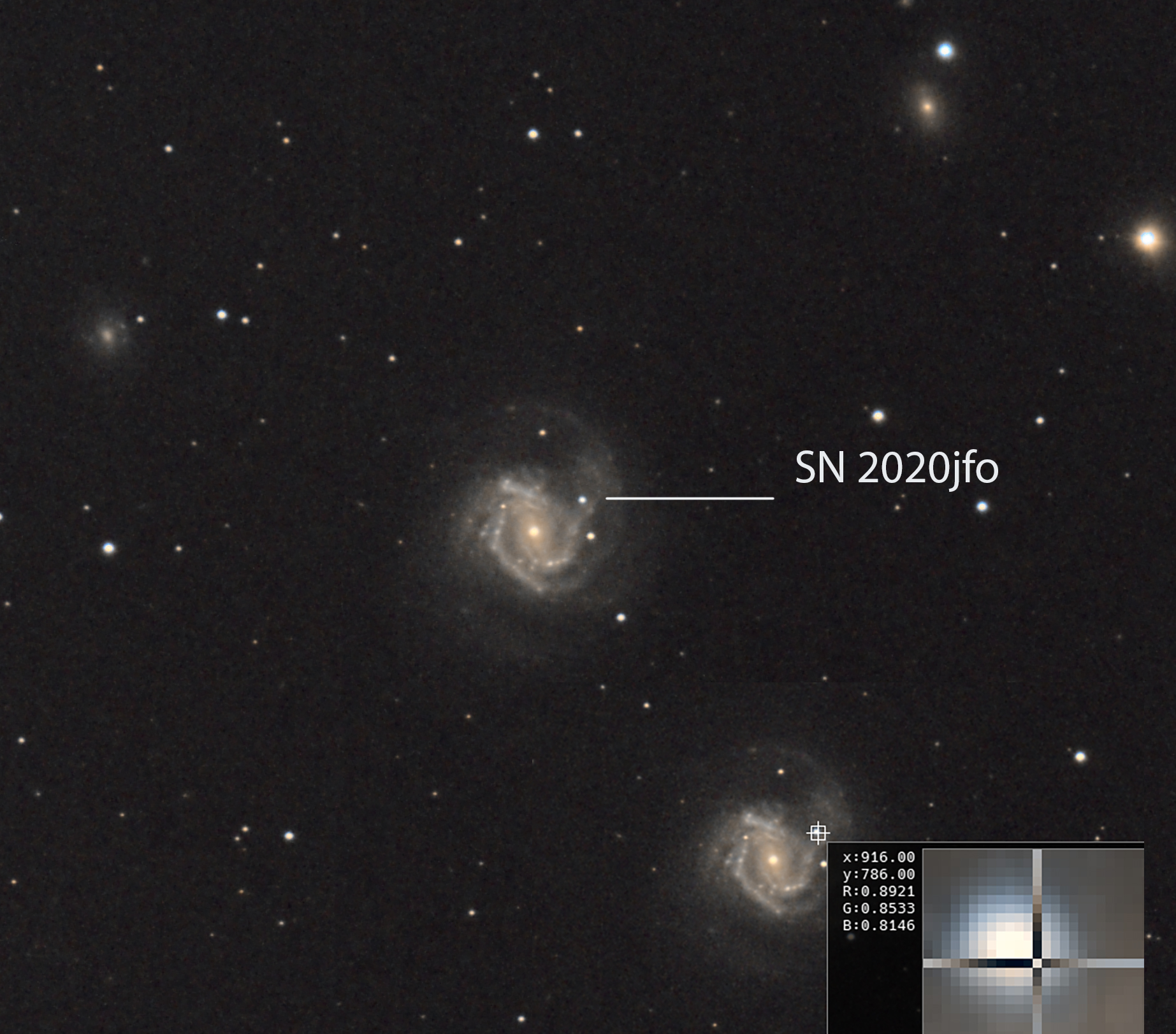
Position de la supernova SN 2020 jfo dans M61.

Huit supernovas ont été découvertes dans M61 : SN 1926A, SN 1961I, SN 1964F, SN 1999gn, SN 2006ov, SN 2008in, SN 2014dt, et en mai 2020 la supernova SN 2020jfo.

### SN 1926A
Cette supernova a été découverte le 9 mai 1926 par l'astronome allemand Max Wolf. Cette supernova était de type II.

### SN 1961I
Cette supernova a été découverte le 3 juin 1961 par l'astronome américain Milton Humason. Cette supernova était de type II.

### SN 1964F
Cette supernova a été découverte le 1er juin 1964 par l'astronome italien Leonida Rosino. Cette supernova était de type II.

### SN 1999gn
Cette supernova a été découverte le 17 décembre 1999 par l'astronome amateur italien Alessandro Dimai. Cette supernova était de type II.

### SN 2006ov
Cette supernova a été découverte le 24 novembre 2006 à Yamagata au Japon par l'astronome japonais Koichi Itagaki. Cette supernova était de type II.

### SN 2008in
Cette supernova a aussi été découverte par Koichi Itaki le 26 décembre 2008 à Yamagata au Japon. Cette supernova était de type IIP.

### SN 2014dt
C'est la troisième supernova découverte par Koichi Itagaki dans M61 le 29 octobre 2014. Cette supernova était de type Ia-pec.

### SN 2020jfo
Cette supernova a été découverte le 6 mai 2020 par J. Nordin, V. Brinnel, M. Giomi, J. van Santen, A. Gal-Yam, O. Yaron, S. Schulze dans le cadre du programme Zwicky Transient Facility. Cette supernova était de type II.

## Groupe de M61, de M60 et l'amas de la Vierge
Selon A.M. Garcia, M61 est la principale galaxie d'un groupe qui porte son nom. Le groupe de M61 comprend au moins 32 membres, dont NGC 4255, NGC 4301 (NGC 4303A dans l'article), NGC 4324, NGC 4420, NGC 4527, NGC 4533, NGC 4536, NGC 4581, NGC 4599, IC 3267 et IC 3474, de même que la galaxie NGC 4496A qui est en réalité NGC 4496.
D'autre part, toutes les galaxies du New General Catalogue de ce groupe apparaissent dans une liste de 227 galaxies d'un article publié par Abraham Mahtessian en 1998. Les autres galaxies de ce groupe n'y figurent pas. Cette liste comporte plus de 200 galaxies du New General Catalogue et une quinzaine de galaxies de l'Index Catalogue. On retrouve dans cette liste 11 galaxies du Catalogue de Messier, soit M49, M58, M60, M61, M84, M85, M87, M88, M91, M99 et M100.
Toutes les galaxies de la liste de Mahtessian ne constituent pas réellement un groupe de galaxies. Ce sont plutôt plusieurs groupes de galaxies qui font tous partie d'un amas galactique, l'amas de la Vierge. Pour éviter la confusion avec l'amas de la Vierge, on peut donner le nom de groupe de M60 à cet ensemble de galaxies, car c'est l'une des plus brillantes de la liste. L'amas de la Vierge est en effet beaucoup plus vaste et compterait environ 1300 galaxies, et possiblement plus de 2000, situées au cœur du superamas de la Vierge, dont fait partie le Groupe local,.
De nombreuses galaxies de la liste de Mahtessian se retrouvent dans onze groupes décrits dans l'article d'A.M. Garcia, soit le groupe de NGC 4123 (7 galaxies), le groupe de NGC 4261 (13 galaxies), le groupe de NGC 4235 (29 galaxies), le groupe de M88 (13 galaxies, M88 = NGC 4501), le groupe de NGC 4461 (9 galaxies), le groupe de M61 (32 galaxies, M61 = NGC 4303), le groupe de NGC 4442 (13 galaxies), le groupe de M87 (96 galaxies, M87 = NGC 4486), le groupe de M49 (127 galaxies, M49 = NGC 4472), le groupe de NGC 4535 (14 galaxies) et le groupe de NGC 4753 (15 galaxies). Ces onze groupes font partie de l'amas de la Vierge et ils renferment 396 galaxies. Certaines galaxies de la liste de Mahtessian ne figurent cependant dans aucun des groupes de Garcia et vice versa.